# 劉彭離
劉 彭離（りゅう ほうり、生没年不詳）は、前漢の皇族。文帝の孫で景帝の甥。記録に残る最も初期に存在した連続殺人犯の1人とされている。 

## 経歴

世界最古のシリアルキラーである劉彭離

父は景帝の同母弟で、梁王であった劉武。劉武の死後、梁国を分割して梁王の男子5人全員を王とし、紀元前144年に済東王に封ぜられる。
司馬遷の史記によれば、傲慢で残忍な性格で、夕暮れになると数十人の奴隷や仲間らとともに略奪に出かけ、娯楽のために人を殺し財産を奪った。劉彭離によって殺害された人は、100人以上とされている。
さらに、同様の性癖を持つ仲間を集め、強盗や殺人の標的を探し求めていた。犠牲者の一人の息子が皇帝に告発したため、役人たちは劉彭離の処刑を求めた。しかし、処刑はされず、景帝によって王を廃され庶人とし、上庸に追放された。その後、劉彭離の土地は没収された。